# گوتیک بین‌المللی

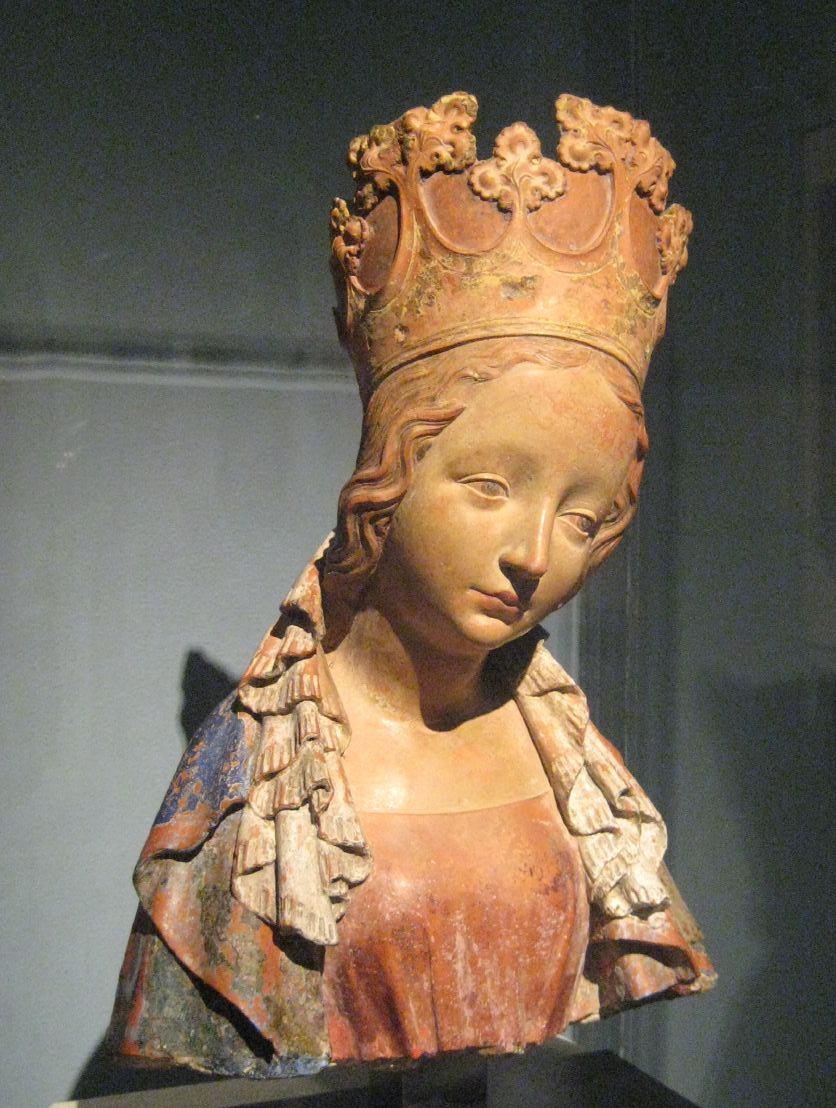
سردیس مریم باکره، حدود ۱۳۹۰–۱۳۹۵ میلادی، تراکوتای چندرنگ

گوتیک بین‌المللی یک سبک نقاشی رایج در اروپا در سده‌های چهاردهم و پانزدهم بود که بیشتر شیوه‌ای خطی و تزئینی بود که از هنر گوتیک فرانسوی، به‌خصوص مصورسازی کتاب‌های خطی، سرچشمه گرفت.

## نگارخانه

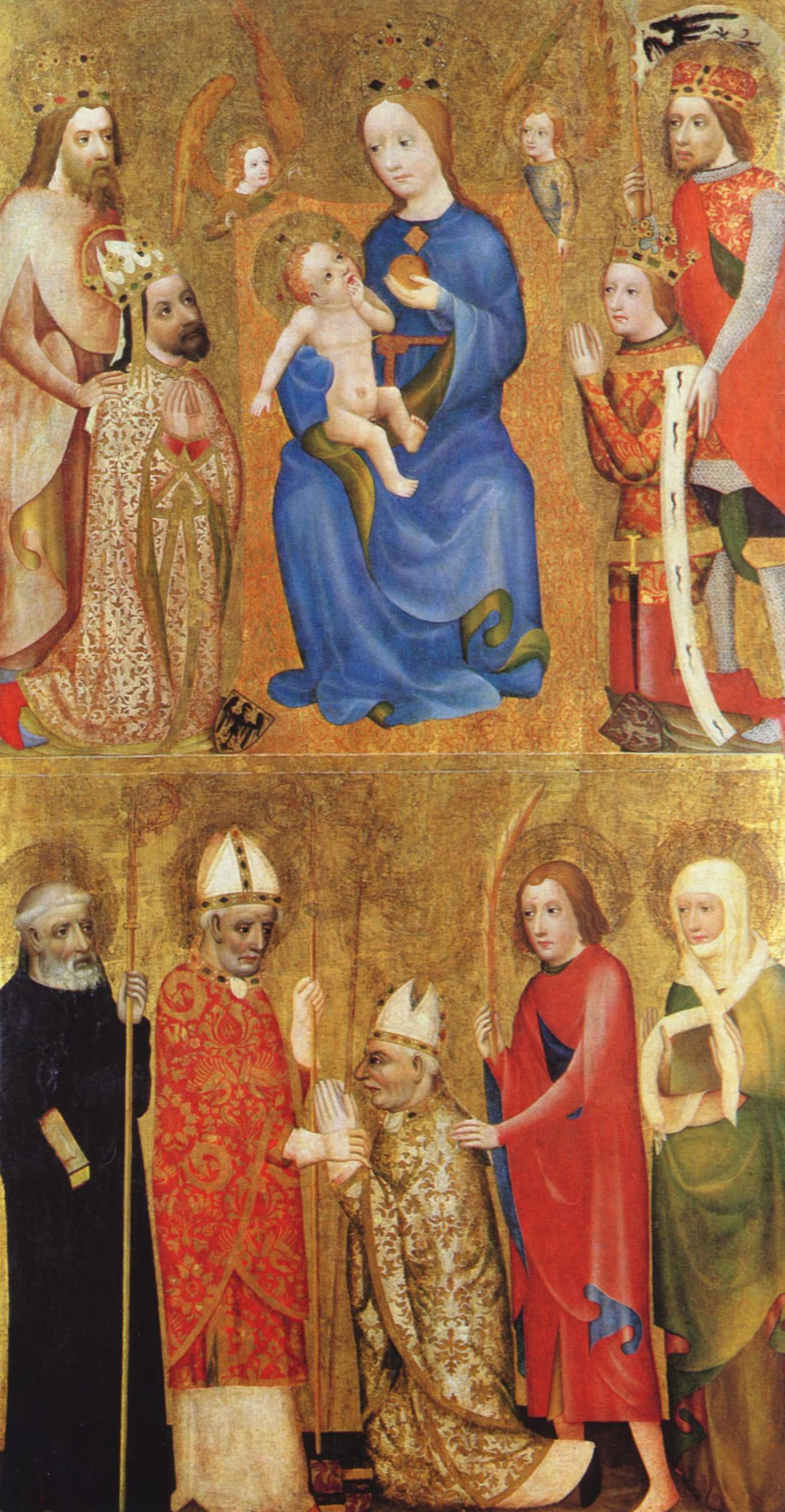
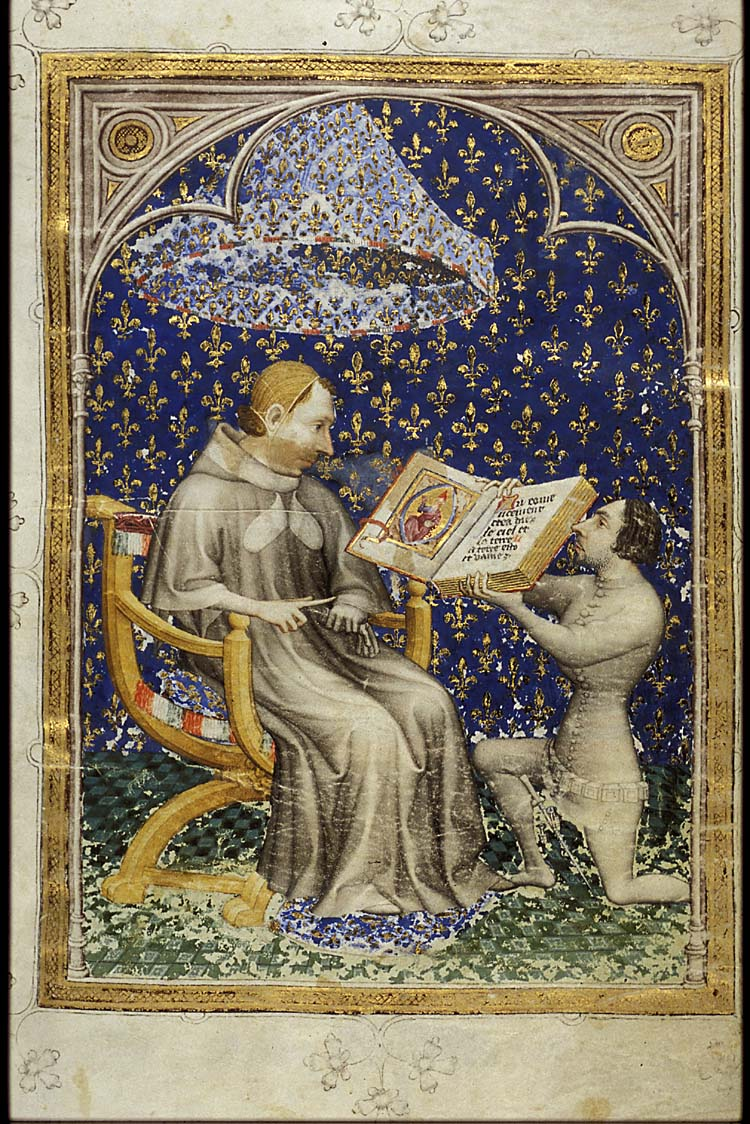
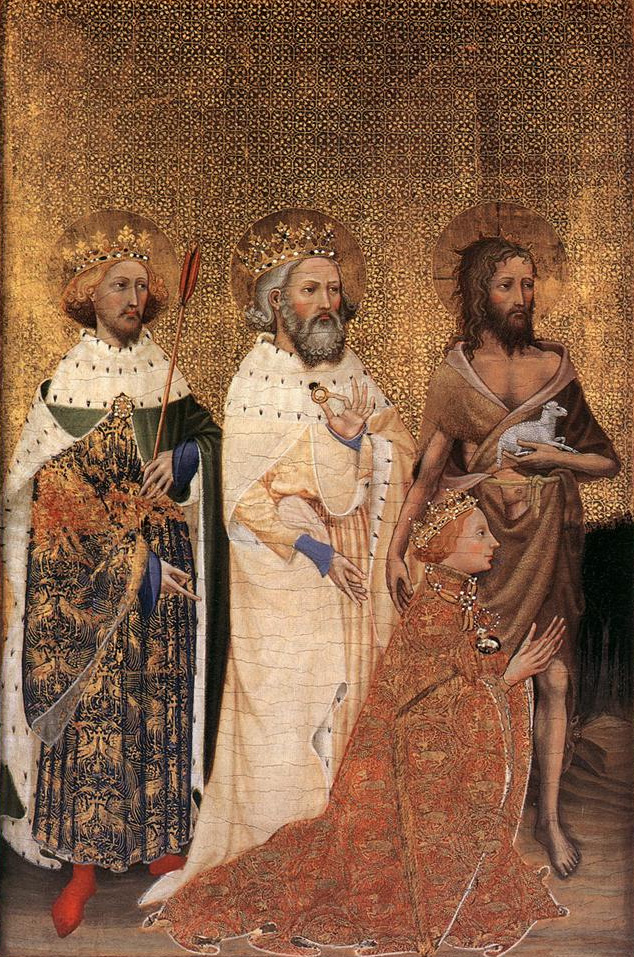
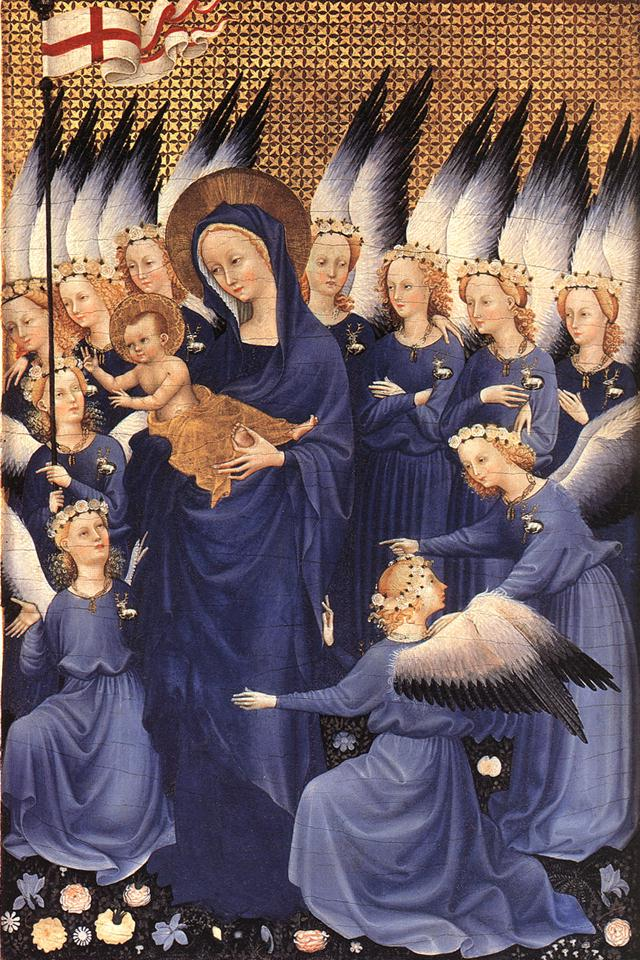